# Cyaan
Cyaan is in het subtractieve kleursysteem een van de primaire kleuren. In het additieve kleursysteem is het een secundaire kleur die wordt verkregen door het mengen van blauw en groen licht. Een hierop sterk gelijkende kleur is turquoise, genoemd naar het mineraal turkoois dat die kleur heeft. Turkoois is echter doorgaans wat groeniger van tint dan cyaan.
Spectraal gezien bevindt de kleur cyaan zich tussen groen en blauw. Binnen het spectrum vindt men cyaankleurig licht bij golflengtes rond 495 nanometer. Het is de complementaire kleur van rood.
De benaming cyaan is gebruikelijk in de kleurtheorie en op grafisch gebied. Daarbuiten wordt voor deze tint en daarop gelijkende tinten vaak eerder de benaming turquoise of turkoois gebruikt.

## Kleurnuances

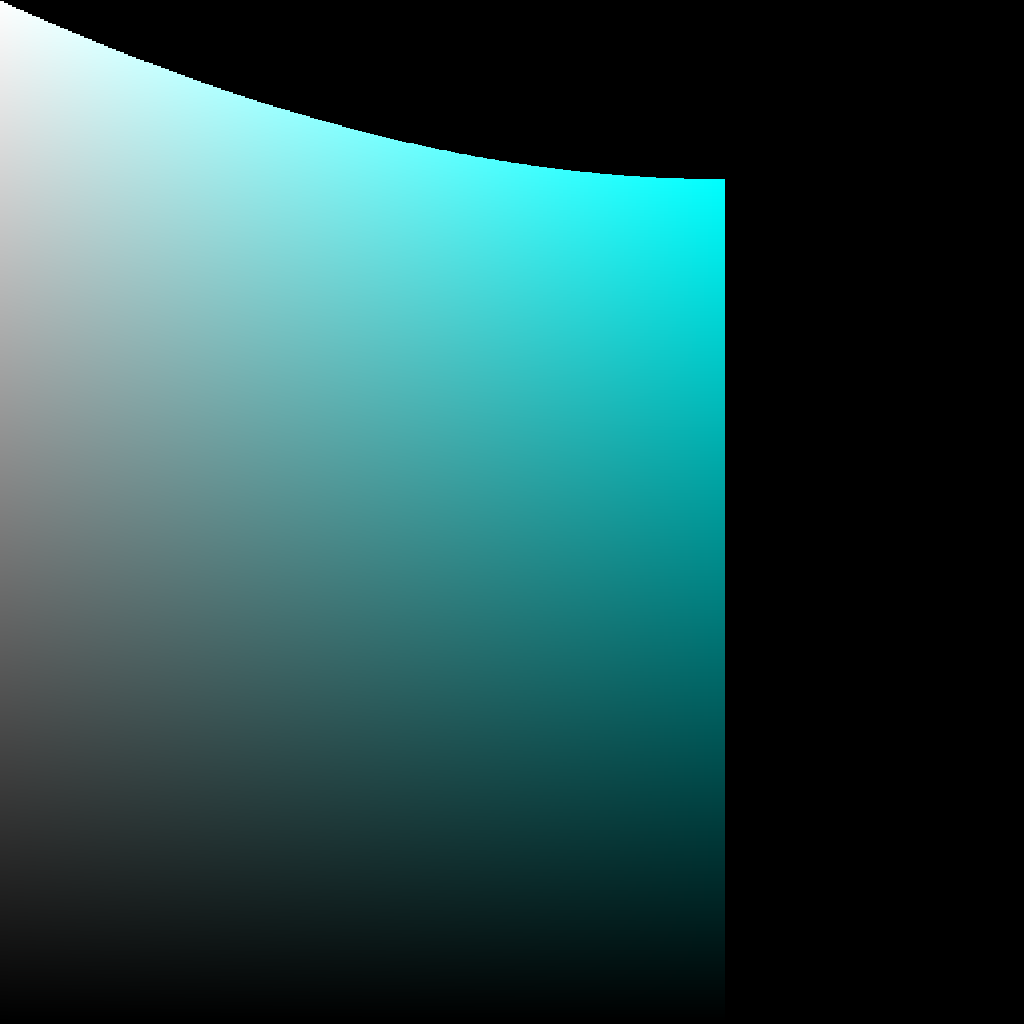
Cyaan in variabele mate van verzadiging (horizontaal) en intensiteit (verticaal)

|                       |        |        |        |        |        |        |        |        |        |        |        |        |        |        |        |
|                       |        |        |        |        |        |        |        |        |        |        |        |        |        |        |        |
|                       |        |        |        |        |        |        |        |        |        |        |        |        |        |        |        |
| Van zwart naar cyaan: |        |        |        |        |        |        |        |        |        |        |        |        |        |        |        |
|                       |        |        |        |        |        |        |        |        |        |        |        |        |        |        |        |
|                       |        |        |        |        |        |        |        |        |        |        |        |        |        |        |        |
| 000000                | 001111 | 002222 | 003333 | 004444 | 005555 | 006666 | 007777 | 008888 | 009999 | 00AAAA | 00BBBB | 00CCCC | 00DDDD | 00EEEE | 00FFFF |
| Van cyaan naar wit:   |        |        |        |        |        |        |        |        |        |        |        |        |        |        |        |
|                       |        |        |        |        |        |        |        |        |        |        |        |        |        |        |        |
|                       |        |        |        |        |        |        |        |        |        |        |        |        |        |        |        |
| 00FFFF                | 11FFFF | 22FFFF | 33FFFF | 44FFFF | 55FFFF | 66FFFF | 77FFFF | 88FFFF | 99FFFF | AAFFFF | BBFFFF | CCFFFF | DDFFFF | EEFFFF | FFFFFF |

## Varia

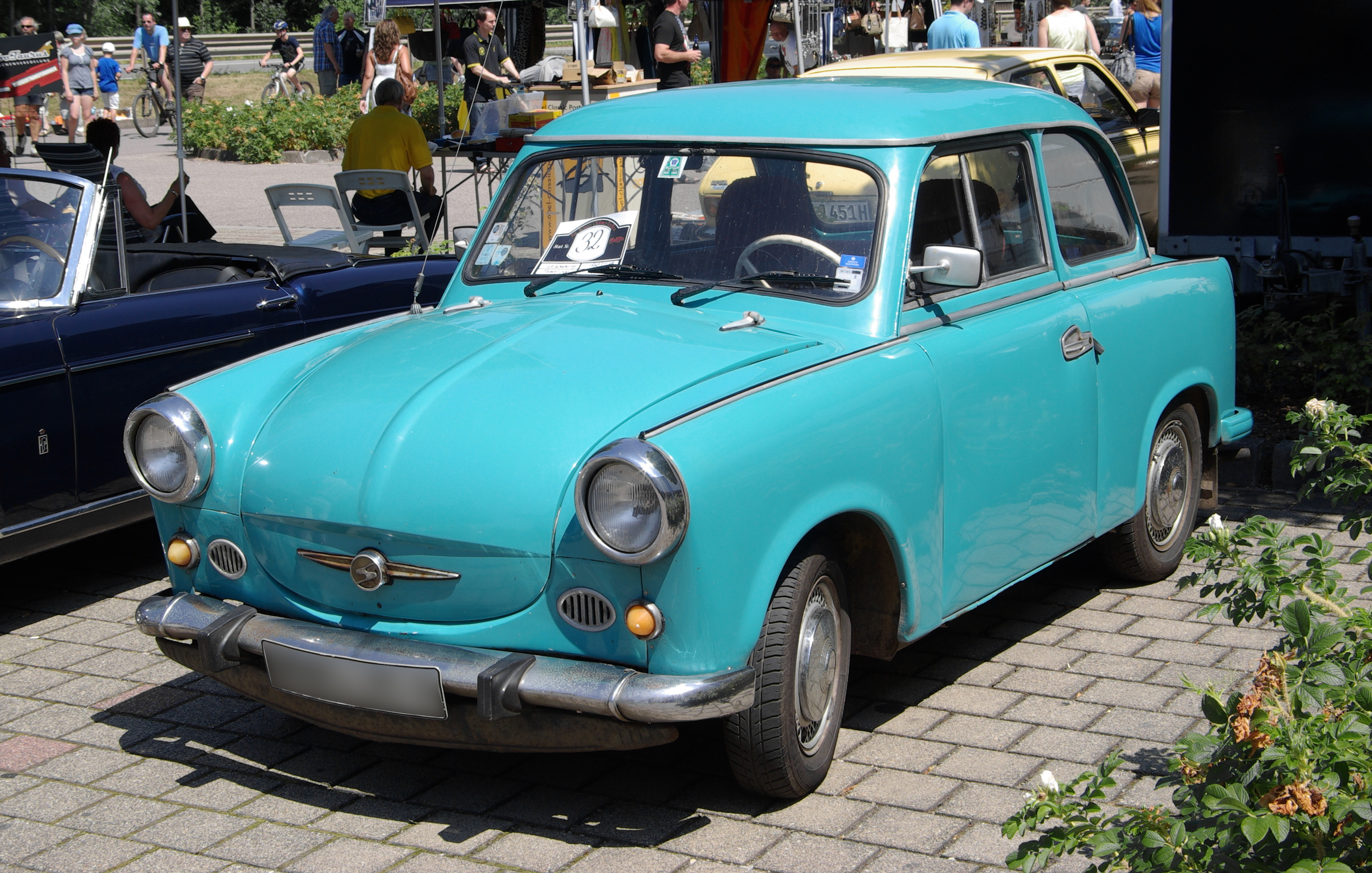
Cyaan was een gangbare kleur bij Trabants

In Valdemar Axel Firsoffs boek The Old Moon and the New wordt de term peacock blue ('pauwblauw') gebruikt voor cyaan. 
Cyaan als transparant kleurfilter kan aangewend worden bij waarnemingen aan de planeten Mars en Jupiter, en ook totale maansverduisteringen. De overwegende kleuren van het Marsoppervlak zijn schakeringen van beige, licht koper, en roest. Een cyaanfilter op het oculair van een telescoop verdonkert het oppervlak van Mars aanzienlijk, maar behoudt het stralend wit aspect van de poolkap. De rode vlek van Jupiter, waargenomen met behulp van een cyaanfilter, ziet er juist opmerkelijk donkerder uit en valt daardoor veel beter op. Tijdens een totale maansverduistering ziet de maan er opvallend koperkleurig uit, met sporadische zwemen van blauw en groen. Een cyaanfilter kan de verduisterde maan nog donkerder doen lijken, waardoor de subtiele kleurverschijnselen die naar het blauw of groen neigen beter kunnen worden gedetecteerd.
Transparante cyaankleurige filters worden ook gebruikt in anaglyfen die met een cyaankleurig en een rood beeld stereoscopische afbeeldingen opleveren.
Cyaan, of een schakering daarvan, is ook de kleur van de werkkledij van personeel in de operatiezaal van een ziekenhuis. Bloed, dat bestaat uit de tegenovergestelde kleur van cyaan, vertoont zich op deze cyaankleurige werkkledij als kleurloze donkere vlekken.
De blauwe hemel rond de middag vertoont op een bepaalde hoogte boven de horizon de opmerkelijke kleur cyaan. Dit is een aanduiding dat de atmosfeer zeer zuiver is en er zo goed als geen stofdeeltjes in de lucht zweven. Dit verschijnsel treedt op na een dag of na een aantal dagen van aanhoudende neerslag, waarbij de stofdeeltjes uit de lucht worden geregend.
De cyanometer, uitgevonden door Horace-Bénédict de Saussure, is een ronde schijf waarop alle schakeringen cyaanblauw en blauw zijn afgebeeld, in de vorm van dunne radiale kleurvlakjes. Met behulp van deze schijf kan de mate van blauwkleuring van de blauwe hemel worden gemeten.
Cyaan is ook te zien in het optisch verschijnsel groene flits. De bovenrand van de opkomende of ondergaande zon vertoont de blauwe kant van het spectrum, van groen naar cyaan naar ultramarijnblauw, waarbij het groen primeert.
Op foto's afkomstig van interplanetaire sondes vertoont de planeet Neptunus zich als een cyaankleurige bol met witte sluierwolken.
Sommige planetaire nevels tonen cyaan op foto's van amateur-astronomen en professionele astrofotografen. Deze opmerkelijke kleur is niet veroorzaakt door opzettelijk toegebrachte kleurveranderingen in de analoge of digitale fotografie. Het is de eigen kleur van de nevels.
De iets verdonkerde versie van cyaanblauw wordt wel eens Petroleumblauw of Petrol blauw genoemd.
De tegels op vloeren en binnenwanden van zwembaden zijn gewoonlijk cyaankleurig om een rustgevende omgeving te scheppen.
Wateroppervlakken op geografische kaarten worden steeds met de kleur blauw of cyaanblauw aangeduid. Water zelf is kleurloos, maar grote oppervlakten ervan reflecteren de blauwe hemel, waardoor de indruk ontstaat dat water blauw is.